# 마야 (가수)
마야(본명: 김영숙, 1975년 11월 17일 ~ )는 대한민국의 대중음악인과 배우이다.

## 생애
1995년 언더그라운드 라이브 클럽에서 록 가수 첫 데뷔한 그녀는 경기도 남양주시에서 1남 4녀 중 막내로 출생하였으며, 경기도 양주에서 어린 시절을 보냈다. 금곡고등학교와 서울예술대학 연극학과를 나왔다.

## 대표작

### 음반
- 《Retro & Ever》2009년 11월 24일
- 《위풍당당》2009년 10월 12일
- 《진달래꽃》2003년 11월 28일
- 4집 《마야 포》(Maya Four) 2008년 4월 8일
- 3집 《Road to Myself》 2006년 11월9일
- 2.5집 《소녀시대》2005년 7월 1일
- 2집 《락스타》(Rock Star) 2004년 5월 13일
- 1집 《Born to do it》2003년 3월 27일

### OST
- 비수 (흐르는 강물처럼 OST) 2003년 1월 14일
- 쿨하게 (보디가드 OST) 2003년 7월 25일
- 세월이 가면 (그녀가 돌아왔다 OST) 2005년 7월 26일
- 고스트 러브 (고스트 팡팡 OST) 2007년 6월 22일
- 너만 보여 (내사랑 내곁에 OST) 2011년 8월 1일
- Never give up (페이스 메이커 OST) 2011년 11월 29일

## 가수 외 활동

### 영화
- 아날로그의 가변성은 차라리 인간적이다(2003년)

### 텔레비전 드라마
- 2003《보디가드》 (KBS 2TV)
- 2004《매직》(SBS) - 홍미래
- 2008《가문의 영광》 (SBS) - 나말순 역
- 2010《민들레 가족》 (MBC) - 미원 역
- 2012《대왕의 꿈》 (KBS 1TV) - 호랑
- 2013《못난이 주의보》 (SBS) - 김인주

### 뮤직 비디오
- 2001 이현우 - The End
- 2010 태진아 - 사랑은 돈보다 좋다

### 뮤지컬
- 《그리스》

## 수상 목록
- 2003 SBS 가요대전 락상
- 2003 스포츠서울 주최 서울가요대상 신인상
- 2003 일간스포츠 주최 골든디스크 락상
- 2003 Mnet 뮤직비디오 페스티발 신인상
- 2003 Kmtv 코리아뮤직어워드 신인상
- 2003 KBS 가요대상 본상
- 2003 KBS 연기대상 신인상
- 2004 한국프로듀서 시상식 가수부문 출연자상
- 2005 KBS 가요대상 본상
- 2005 SBS 가요대전 락상
- 2006 KBS 가요대상 본상
- 2006 SBS 가요대전 락상
- 2010 대한민국 대중문화예술상 문화부장관 표창